# 犬鳴峠
犬鳴峠是位於福岡縣宮若市犬鳴地區和糟屋郡久山町久原地區之間，穿越犬鳴山周邊一連串山脈的隘口。福岡縣道21號福岡直方線在通過此區域的路段設有長1,385公尺的新犬鳴隧道。
過去通過犬鳴峠的山路原本多彎道且有狹窄的隧道，因此在1975年完成了新犬鳴隧道，以方便雙向汽車的通行；現在由於位於福岡縣內筑豐地區連結福岡都會區處，隧道所在道路成為從北九州市、直方市通往福岡市除高速公路外最快的路徑，因此交通流量大，在夜間也常有大型載貨卡車通過。

## 舊犬鳴隧道

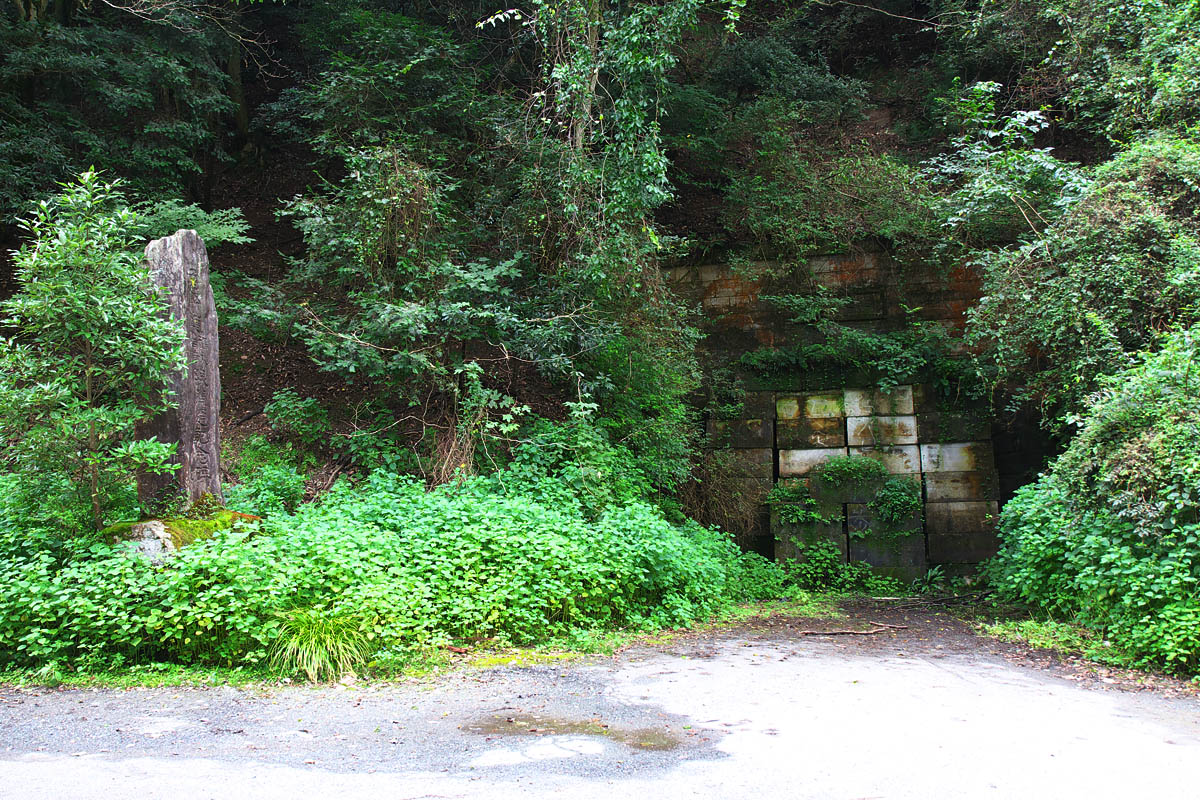
已被封閉的舊犬鳴隧道在宮若市方向的入口

在過去新犬鳴隧道開通前的舊有山路路段中有一在1949年開通啟用全長約150公尺的舊隧道，原名為犬鳴隧道，在1975年新犬鳴隧道啟用後，在部分政府文獻上也會稱之為舊犬鳴隧道。
舊隧道停止使用後，由於欠缺管理維護，又成為非法傾倒廢棄物甚至是暴走族集會的場地。2012年正式封閉隧道，已停止使用山路路段也一併封閉，目前久山町方向由久山町公所和粕屋警察署設立告示牌：「監視系統監視中，非相關人等不得進入。因有落石，如有人進入可通報警察。」；另一側由宮若市政府和宮若警察署寫著：「前方禁止車輛通行」，同時福岡森林管理署也有告示：「前面是國有地，不得亂丟垃圾。」

### 犬鳴隧道燒殺事件
1988年一位在田川市上班的20歲作業員在自工作地點開車返家的路上，遭兩位不良少年纏上意圖強行借用車輛，後被強行擄至同伙家中，最後一夥五人共同將其綑綁帶至舊犬鳴隧道內，澆上汽油放火燒死。
五位年紀在16歲至19歲之間的少年於三天後被捕，主犯最終被判決無期徒刑。

### 犬鳴村傳說
有個都市傳說的內容為穿過舊犬鳴隧道後會抵達一個法律無法管到的可怕村落「犬鳴村」，進入該村落的人都無法活著回來；此後穿鑿附會出許多說法：
- 隧道前有個告示牌寫著：「前方日本國憲法不適用」。
- 在日本的官方地圖上完全沒有這地方。
- 由於在江戶時代受到外界不公正的對待，此後完全拒絕與外界往來，數百年來過著自給自足的生活，也由於長期近親結婚造成村民異常殘暴。
- 通過犬鳴隧道後，會先看到一片空曠的草地上停放許多殘破的汽車，再往前會看到一個堆滿殘骸的小木屋。
- 過了隧道後，行動電話都無法收到訊號，村內也無可聯外的公共電話。

再加上犬鳴地區現在已無人居住並留下許多廢棄建築物及設施，1988年在舊犬鳴隧道內發生焚燒殺人事件，2000年在隧道北側不遠處的犬鳴水庫發生殺人後棄屍，衍伸出更多都市傳說的內容。
雖然這些都市傳說的內容都無法和歷史上的犬鳴村（現在的大字犬鳴地區，過去的名稱為「犬鳴谷村」）相連，但位於犬鳴峠的舊犬鳴隧道以及周邊地區也成為許多人探險尋找靈異事件的地方；許多想要探險的民眾會在犬鳴峠附近尋找各種可疑的事物，甚至闖入已被封閉的舊犬鳴隧道、廢棄建築。
犬鳴村的都市傳說也在2019年被作為驚悚電腦遊戲犬鳴隧道的故事藍本，2020年也有以其為藍本的電影《犬鳴村》上映。